# Ericus Petri Gestricius
Ericus Petri Gestricius, född 1573 i Helgesta församling, Södermanland, död 24 augusti 1630 i Kjula församling, var en svensk präst.

## Biografi
Gestricius föddes 1573 på Helgesta prästgård i Helgesta församling. Han var son till kyrkoherden Petrus Olai Gestricius i Kjula församling och Brita Unosdotter. Gestricius prästvigdes 1595 och blev samma år domesticus episcopi. Han blev sedan pastorsadjunkt hos sin fader i Kjula församling. Gestricius utnämndes 1603 pastor i Jäders församling, men måste avböja tjänsten då prästen Joën fick företräde på tjänsten. Han blev istället 1605 komminister i Vansö och 1608 kyrkoherde i församlingen, samt konsistorialis i Strängnäs. Gestricius blev 1612 kyrkoherden i Kjula församling och efterträdde sin fader. Han avled 1630 och begravdes i Kjula kyrka.

### Familj
Gestricius gifte sig 1599 med Hanna Danielsdotter Fromme (1583–1665), dotter av kyrkoherden i Aspö församling. De fick tillsammans barnen Brita Gestricius som var gift med ärkebiskopen Laurentius Paulinus Gothus, Kristina Gestricius som var gift med kyrkoherden Olaus Lundius i Vingåkers församling, Maria Gestricius som var gift med prosten Georg Vintrosius i Arboga församling, Katarina Gestricius som var gift med komministern Ericus Nicolais i Floda församling, Anna Gestricius som var gift med prosten Istmenius i Örebro församling och riksantikvarien Olof Verelius och Ericus Gestricius.